# The Black Pacific
The Black Pacific був панк-рок музичним проектом який створили у 2010 році Jim Lindberg, вокаліст гурту Pennywise, та до цього невідомі виконавці, Alan Vega (ударні) та Davey Latter (бас-гітара). Вони підписали контракт з SideOneDummy Records та випустили однойменний дебютний альбом 14 вересня 2010 року.
8 жовтня 2010 року, відбулись певні зміни в гурті: Marc Orrell, засновиник кельтік-панк гурту Dropkick Murphys приєднався до The Black Pacific як другий гітарист, та Gavin Caswell приєднався як басист, замінивши Davey Latter який повернувся до гурту Everest.
У червні 2010 року (недавно після завершення їх першого альбому), Jim повідомив, що the Black Pacific мають плани продовжувати видавати нову музику в майбутньому. Він також відмітив, що було написано більше пісень ніж могло вміститись в їх перший альбом, та 
і що (у червні 2010 року), вони мали ще одну партію пісень готових до запису.

## Склад гурту
Поточні учасники
- Jim Lindberg - вокал, гітара (2010–2012)
- Alan Vega - ударні, перкусія (2010–2012)
- Marc Orrell - гітара (2010–2012)
- Gavin Caswell - бас-гітара (2010–2012)

Колишні учасники
- Davey Latter - бас-гітара (2010)

## Дискографія
- The Black Pacific (2010)

### Музичні відео
- "The System" (2010)
- "Living with Ghosts" (2010)